# The Exotic Beatles
The Exotic Beatles ist eine Kompilation mit ungewöhnlichen Beatles-Coverversionen. Das erste Album der vierteiligen Reihe erschien 1993, das bislang letzte 2011.
Die Zusammenstellung der vier Alben unterscheidet sich grundlegend von herkömmlichen Tributealben, bei denen es vornehmlich darum geht, die Bedeutung der jeweiligen Künstler zu betonen. Die Coverversionen auf The Exotic Beatles erinnern teilweise nur noch rudimentär an die Originalversionen oder stammen aus völlig anderen Kulturkreisen als die Beatles. Die Bandbreite reicht von Textrezitationen über Polizeichöre bis hin zu Hundegebell. Angereichert werden die Stücke immer wieder durch Interviewschnipsel der Fab Four oder andere O-Töne.
Die Macher von The Exotic Beatles betonen im Booklet des ersten Teils, dass es ihnen nicht um besonders exzentrische, sondern exotische Interpretationen gehe. Neben bekannten Künstlern wie Desmond Dekker oder Caterina Valente stehen völlig unbekannte Musiker. Mit dabei ist zum Beispiel die brasilianische Rockband Os Vips, laut Booklet die „erste, authentische Punk-Band Brasiliens“, oder The Quests, „Malaysias Antwort auf die Beatles“. Daneben stehen Flamencogitarren, indische Sitars oder eine Drehorgel. In Liebhaberkreisen wurde die Zusammenstellung 1993 durch den britischen Radio-DJ John Peel bekannt, der zahlreiche Stücke in seinen Shows spielte.

## Titelliste

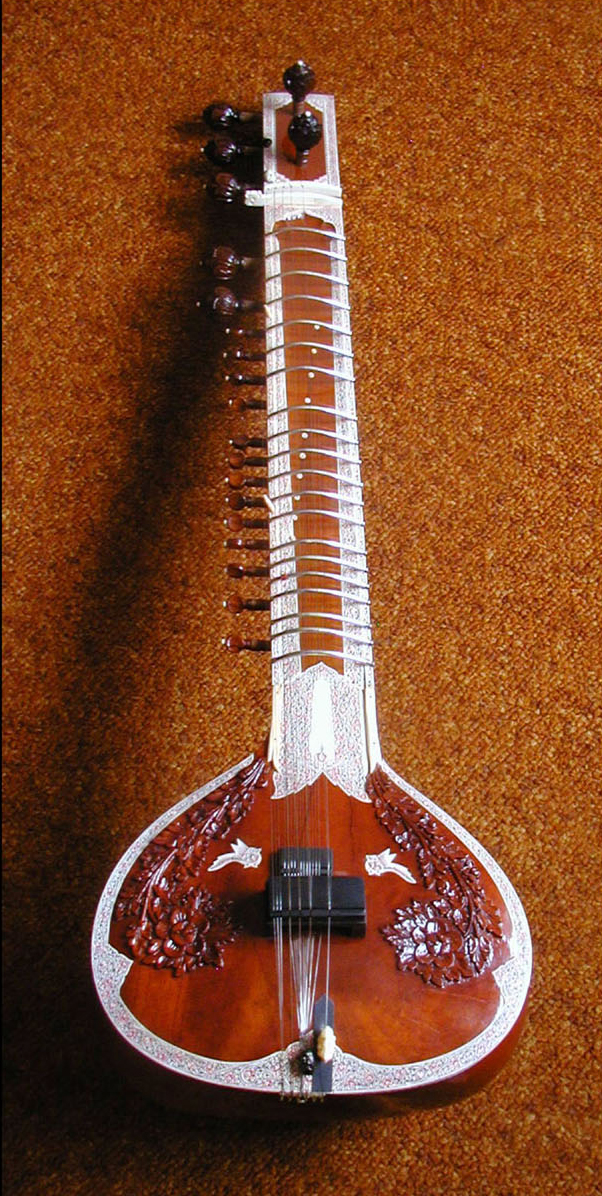
The Exotic Beatles: I Want to Hold Your Hand von einem Sitar-Orchester gespielt

### Teil 1 (1993)
1. Derek Enright M.P. – Yellow Submarine – 1:33
2. Akiko Kanazawa – Yello Submarine – 3:23
3. William Shatner – Lucy in the Sky with Diamonds – 2:55
4. Dino – I Should Have Known Better – 2:18
5. Brian Sewell – I Wanna Be Your Man – 2:27
6. The Wilson Malone Voice Band – Penny Lane – 2:40
7. Emi Bonilla y Su Caudro – She Loves You (Te Quieres) – 3:17
8. Desmond Dekker – Come Together – 3:01
9. Dickie Henderson – Step Inside Love – 2:20
10. 52 Key Verbeek Fairground Organ – In My Life – 0:56
11. Motropolitan Police Male Voice Choir – When I’m Sixty-Four – 3:28
12. Los Mustang – Please Please Me – 2:01
13. Les Surfs – There’s a Place (Oh Chagrin) – 2:57
14. Os Vips – Things We Said Today (Coisas Que Acontecem) – 2:47
15. Edmundo Ros with Caterina Valente – The Fool on the Hill (El Dondo Sur La Collina) – 2:10
16. Lefty In The Right – Paperback Writer – 3:19
17. 52 Key Verbeek Fairground Organ – All My Loving – 0:35
18. Balsara And His Singing Sitars – I Want to Hold Your Hand – 2:13
19. Derek Enright M.P. – Eleanor Rigby – 1:37
20. Sandro – We Can Work It Out (Podemus Solucionato) – 2:16
21. Beatles Barkers – We Can Work It out – 2:21
22. John Otway – I Am the Walrus – 3:35
23. 52 Key Verbeek Fairground Organ – And I love Her – 2:21
24. The Quests – I’ll Be Back (Aku Kembali Lagi) – 2:12
25. Brian Sewell – Her Majesty – 0:20
26. The Moog Beatles – Good Night – 2:42

### Teil 2 (1994)
1. Unbekannt – We Love You Beatles – 1:31
2. The Squirrels – Let It Be – 2:15
3. Joah Valley – I Saw Her Standing There – 2:56
4. Tsunematsu Masatoshi – Nowhere Man – 3:43
5. Brian Sewellb & Arthur Mullard – Yesterday – 1:56
6. Fisher & Marks – Ringo, Ringo Little Star – 0:29
7. Grupo – Rain (Lluvia) – 2:53
8. Ena Baga – Can’t Buy Me Love – 2:43
9. Geesin's Mahogany Minstrels – Lady Madonna – 3:32
10. Maurice Chevalier – Yellow Submarine – 3:42
11. Frank Sidebottom – Flying – 1:11
12. Beatle Barkers – A Hard Day’s Night – 2:39
13. 52 Key Verbeek Fairground Organ – Yesterday/Hey Jude – 2:26
14. Margarita Pracatan – From Me to You – 2:17
15. John Lennon and Kenny Everett – Desert Island Discs – 0:54
16. The Velvelettes (featuring Frankie Velvet) – It’s For You – 2:38
17. Fisher & Marks – We Love Rock ’n’ Roll – 0:47
18. Johnny Prytko and the Connecticut Hi-Tones – Ob-La-Di, Ob-La-Da (Polka) – 2:01
19. The Templeton Twins with Terry Turner and his Bunsen Burners – Hey Jude – 2:06
20. RAM Pietsch – Piggies – 2:42
21. Gordon Langford on the Electronic Arp Synthesizer – Yellow Submarine – 2:53
22. Lol Coxhill – I Am the Walrus – 3:27
23. Brian Sewell – Give Peace a Chance – 2:57
24. Chiwaki – A Hard Day’s Night – 2:34
25. Lili Ivanova – The Night Before – 2:22
26. Los Fernandos – All My Loving – 3:09
27. Klaus Beyer – The Continuing Story of Bungalow Bill – 2:38
28. Mae West – Day Tripper – 2:40
29. John Peel, John Lennon, Kenny Everett, Malcolm McDowell u. a. – Nostalgia – 1:40
30. Ron Geesin – Let It Be – 5:37

### Teil 3 (1999)
1. Introduction – 1:28
2. Shang Shang Typhoon – Let It Be – 5:29
3. Cathy Berberian – Ticket to Ride – 2:53
4. Irvin's 89 Key Marenghi Fairground Organ – Help! – 2:04
5. David Peel – With a Little Help from My Friends – 4:59
6. Mrs Yetta Bronstein – I Want to Hold Your Hand – 1:34
7. Feeling B – Revolution No. 89 – 3:37
8. Los Fernandos – Yellow Submarine – 3:36
9. Frank Sidebottom – Being for the Benefit of Mr. Kite! – 2:48
10. Joah Valley – In My Life – 2:45
11. Doodles Weaver – Eleanor Rigby – 4:11
12. Powerillusi – Lato B (Let It Be) – 3:54
13. Irvin’s 89 Key Marenghi Fairground Organ – She Loves You – 1:44
14. Klaus Beyer – Das Gelbe Underwasserboot (Yellow Submarine) – 3:34
15. The Mirza Men – Eight Days a Week – 2:36
16. Beatle Barkers – Love Me Do – 3:58
17. Emi Bonilla – From Me to You – 2:40
18. Haax – Gersten Noch (Yesterday) – 3:30
19. The Food – And Your Hard Bird’s Night Thing – 3:39
20. Rafi & Asha – I Want to Hold Your Hand – 3:07
21. Ene Baga – World Without Love – 2:38
22. Ogar Grafe – Eleanor Rigby – 1:50
23. Marty Gold – Hey Jude – 3:16
24. Thanks And Goodbyes From Paul, George, Ringo and John – 1:54

### Teil 4 (2011)
1. Introduction
2. Baba Yaga – Back In The USSR
3. Bugotak – Kon’ Togethy (Come Together)
4. Dave Fox asks Is Paul Dead?
5. D.E.F. Orkestra – A Hard Day’s Night
6. Bozo Allegro – Taxman
7. Beatle Hysteria in the USA
8. Boney Nem – And I Love Her
9. Assagai – Hey Jude
10. Brian Sewell – Run for Your Life
11. The Thurston Lava Tube – Surfin’ USSR
12. Ariel – With a Little Help from My Friends
13. John with Paul, George & Ringo on Swedish TV
14. Quartetto Da Cinque – Dr. Robert
15. Neck Valve – Eleanor Rigby
16. Klaus Beyer/John Cafiero/Marky Ramone – Venerate
17. Klaus Beyer – Alle nun Zussaman (All Together Now)
18. The Beatles on The Mike & Bernie Winters’ Show
19. Unknown Artists – She Loves You
20. Beatle Barkers – Day Tripper
21. Bozo Allegro – Here, There and Everywhere
22. Bob Dylan on Liverpool, The Mersey & Bob Wooler
23. 7b – And I Love Her
24. Singapore Shan Kuan Liu Yun – Can’t Buy Me Love
25. Michael Mills speaks of the Evil of Hidden Satanic Messages & Numbers
26. The Thurston Lava Tube – When I’m Sixty-Four
27. Banda Plastica de Tepetlixpa – Hey Jude
28. Ariel – Yellow Submarine
29. Bob Dylan on Hello, Goodbye